# ساعر ۴
| ساعر ۴ اسرائیل ·  | ساعر ۴ اسرائیل ·                                                 |  |
| ----------------- | ---------------------------------------------------------------- |  |
|                   |                                                                  |  |
| اطلاعات کلی       |                                                                  |  |
| برگرفته از نام    | ساعر ۳                                                           |  |
| نوع کشتی          | موشک انداز                                                       |  |
| کشور سازنده       | اسرائیل                                                          |  |
| مشخصات            |                                                                  |  |
| طول کشتی          | ۵۸ متر                                                           |  |
| پهنای بدنه        | ۷۶۲ متر                                                          |  |
| ارتفاع ستون       | ۲۴ متر                                                           |  |
| بارگیری استاندارد | ۴۱۵ تن                                                           |  |
| نوع موتور         | ۴ دیزل MTU ۱۲٬۰۰۰p پروانه ۴ پر                                   |  |
| سرعت              | ۳۳ گره دریایی (۶۱Km/h)                                           |  |
| برد عملیاتی       | ۸٬۹۰۰ کیلومتر در (۳۵Km/h)                                        |  |
| جنگ‌افزارها        |                                                                  |  |
| توپخانه           | ۱ اتو ملارا ۷۶م‌م و ۱ فالانکس ۲۰م‌م یا ۲× اتو ملارا ۷۶م‌م           |  |
| سیستم موشکی       | ۸× موشک هارپون یا ۶× گابریل                                      |  |
| رادار             | • رادار جستجوی هوایی/سطحی نپتون S.P.S • رادار کنترل آتش - اوریون |  |
| سرنوشت            |                                                                  |  |

ساعر ۴ یارشف کلاسی از قایق‌های موشک‌انداز است که سیزده فروند از آن‌ها کارخانه کشتی سازی اسرائیل ساخته شدند. این شناورهای جنگی براساس نظریات نظامی نیروی دریایی اسرائیل و مبتنی بر تجارب آن نیروی از بهره برداری شناورهای کلاس ساعر ۳ حاصل گشته‌است.
شناورهای ساعر ۴ با وزن بارگیری ۴۵ تن به هشت موشک ضدکشتی هارپون یا شش موشک گابریل و یک یا دو توپ ۷۶ م‌م اوتوملارا مجهز می‌شوند.
ده فروند از شناورها ساعر ۴ برای نیروی دریایی اسرائیل و سه فروند دیگر برای آفریقای جنوبی ساخته شدند. اسرائیلی‌ها بعدها بیشتر این کشتی‌ها را از رده خارج کرده و به کشورهای سری لانکا، شیلی و یونان فروختند اما دو فروند از آن‌ها همچنان در نیروی دریایی اسرائیل فعال هستند.
اولین درگیری جنگی شناورهای ساعر ۴ در نبرد یوم کیپور و در اکتبر سال ۱۹۷۳ واقع گردید. در طول این جنگ، دو شناور ساعر ۴ در درگیری موشکی علیه کشتی‌های سوریه، مصر و اهداف ساحلی به خدمت گرفته شدند.

## بکار گیرنده‌ها
- اسرائیل
- شیلی
- آفریقای جنوبی
- سری‌لانکا
- هندوراس